# إمام علي رحمن
إمام علي رحمن (بالطاجيكية: Эмомали Раҳмон) (مواليد 5 أكتوبر 1952 في دنغره، جمهورية طاجيكستان الاشتراكية السوفيتية، الاتحاد السوفيتي (حاليا طاجيكستان)) هو سياسي طاجيكي يشغل منصب الرئيس الثالث لطاجيكستان منذ 16 نوفمبر 1994. وكان في السابق رئيسا للجمعية العليا لطاجيكستان كرئيس فعلي للدولة في الفترة من 20 نوفمبر 1992 إلى 16 نوفمبر 1994 (تم إلغاء منصب الرئيس مؤقتا خلال هذا الوقت). منذ 18 مارس 1998 شغل أيضا منصب زعيم الحزب الديمقراطي الشعبي اليساري في طاجيكستان الذي يهيمن على برلمان طاجيكستان. وفي 30 سبتمبر 1999 تم انتخابه نائبا لرئيس الجمعية العامة للأمم المتحدة لمدة عام واحد.
أصبح معروفا على نطاق واسع في عام 1992 بعد إلغاء منصب الرئيس في البلاد عندما أصبح في فجر الحرب الأهلية الطاجيكية (1992-1997) رئيسا لمجلس السوفيت الأعلى (البرلمان) في طاجيكستان كمرشح وسط بين الشيوعيين والحزب الشيوعي. الشيوعيون الجدد من ناحية والقوى الديمقراطية الليبرالية والقومية والإسلاموية (المعارضة الطاجيكية المتحدة) من ناحية أخرى.
خمس مرات (في انتخابات 1994، 1999، 2006، 2013 و2020) فاز رحمن بانتخابات رئاسية غير ديمقراطية بالإضافة إلى ذلك قام بتوسيع صلاحياته وإصلاحها بناء على نتائج الاستفتاءات الدستورية الوطنية لعامي 1999 و2003. منذ 25 ديسمبر 2015 يحمل إمام علي رحمن لقب بيشفوي ميلات مدى الحياة والذي يعني "زعيم الأمة" بالكامل - "مؤسس السلام والوحدة الوطنية - زعيم الأمة". عقب نتائج الاستفتاء الدستوري الوطني الأخير في عام 2016 تم اعتماد تعديلات رفعت القيود المفروضة على عدد مرات إعادة الانتخاب لمنصب رئيس طاجيكستان وخفضت الحد الأدنى لسن المرشحين لمنصب الرئيس من 35 إلى 30 عاما.
يرأس رحمن نظاما استبداديا في طاجيكستان يضم عناصر من عبادة الشخصية. ويتم قمع المعارضين السياسيين وانتهاكات حقوق الإنسان والحريات جسيمة والانتخابات ليست حرة ونزيهة ويتفشى الفساد والمحسوبية. يشغل أفراد عائلته العديد من المناصب الحكومية المهمة مثل ابنه رستم إمام علي البالغ من العمر 36 عاما وهو رئيس برلمان البلاد وعمدة عاصمتها دوشنبه.

## النشأة
ولد رحمن باسم إمام علي شاريبوفيتش رحمانوف لشريف رحمونوف (حوالي 1912–1992) وميرام شريفوفا (1910–2004) عائلة فلاحية في دنغره بمنطقة كولوب أوبلاست (حاليا ولاية خاتلون). كان والده أحد قدامى المحاربين في الجيش الأحمر في الحرب العالمية الثانية وحصل على وسام المجد من الدرجتين الثانية والثالثة. من عام 1971 إلى عام 1974 خدم رحمن في أسطول الاتحاد السوفيتي في المحيط الهادئ حيث كان متمركزا في بريمورسكي كراي. بعد الانتهاء من الخدمة العسكرية عاد رحمن إلى قريته الأصلية حيث عمل لبعض الوقت ككهربائي.
باعتباره أحد أعضاء الحزب السياسي الصاعد في طاجيكستان أصبح رئيسا للمزرعة الحكومية الجماعية في موطنه الأصلي دنغره. وفقا لسيرته الذاتية الرسمية تخرج رحمن من الجامعة الوطنية الحكومية الطاجيكية بدرجة البكالوريوس في الاقتصاد عام 1982. بعد العمل لعدة سنوات في دنغره سفخوز تم تعيين رحمن رئيسا للسفخوز في عام 1987.

## المسيرة السياسية المبكرة
في عام 1990 تم انتخاب رحمن نائبا للشعب في مجلس السوفيت الأعلى لجمهورية طاجيكستان الاشتراكية السوفيتية. أجبر الرئيس رحمان نبييف على الاستقالة في الأشهر الأولى من الحرب الأهلية في أغسطس 1992. وأصبح أكبرشو إسكندروف رئيس مجلس السوفيت الأعلى رئيسا بالنيابة. استقال إسكندروف في نوفمبر 1992 في محاولة لإنهاء الاضطرابات المدنية. وفي الشهر نفسه اجتمع مجلس السوفيت الأعلى في خجندة في جلسته السادسة عشرة وأعلن طاجيكستان جمهورية برلمانية. ثم تم انتخاب رحمن من قبل أعضاء مجلس السوفيت الأعلى كرئيس له - حيث أن النظام الجمهوري البرلماني الذي اعتمدته طاجيكستان لم ينص على رئيس شرفي وكان أيضا رئيسا للدولة - ورئيسا للحكومة. وأشار وزير الداخلية السابق يعقوب سليموف لاحقا إلى أن تعيين رحمن تم لأنه "لا يوصف" حيث اعتقد القادة الميدانيون الآخرون أنه يمكن تنحيته جانبا "عندما يؤدي غرضه".

## الرئاسة
في عام 1994 أعاد دستور جديد تأسيس الرئاسة. تم انتخاب رحمن لهذا المنصب في 6 نوفمبر 1994 وأدى اليمين بعد عشرة أيام. خلال الحرب الأهلية التي استمرت من عام 1992 إلى عام 1997 عارضت المعارضة الطاجيكية المتحدة حكم رحمن. مات ما يصل إلى 100 ألف شخص خلال الحرب. ونجا من محاولة اغتيال في 30 أبريل 1997 في خوجاند بالإضافة إلى محاولتين انقلابيتين في أغسطس 1997 ونوفمبر 1998.
بعد التغييرات الدستورية أعيد انتخابه في 6 نوفمبر 1999 لفترة ولاية مدتها سبع سنوات وحصل رسميا على 97% من الأصوات. وفي 22 يونيو 2003 فاز في استفتاء يسمح له بالترشح لفترتين متتاليتين مدة كل منهما سبع سنوات بعد انتهاء فترة ولايته في عام 2006. وتزعم المعارضة أن هذا التعديل كان مخفيا بطريقة توشك على تزوير الانتخابات. أعيد انتخاب رحمن لولاية مدتها سبع سنوات في انتخابات مثيرة للجدل أجريت في 6 نوفمبر 2006 بحوالي 79% من الأصوات بحسب النتائج الرسمية. في 6 نوفمبر 2013 أعيد انتخابه لولاية ثانية مدتها سبع سنوات بحوالي 84% من الأصوات في انتخابات قالت منظمة الأمن والتعاون في أوروبا إنها تفتقر إلى "الاختيار الحقيقي والتعددية الهادفة". في أكتوبر 2020 أعيد انتخابه مرة أخرى رئيسا لولاية خامسة بهامش 90.92% وسط مزاعم بالتزوير.
في 22 مايو 2016 وافق استفتاء وطني على عدد من التغييرات على دستور البلاد. أحد التغييرات الرئيسية رفع الحد الأقصى لفترات الرئاسة مما سمح فعليا لرحمن بالبقاء في السلطة لأي عدد يرغب فيه من الفترات. تغييرات رئيسية أخرى حظرت الأحزاب السياسية الدينية وبالتالي انتهت من إزالة حزب النهضة الإسلامي المحظور من السياسة في طاجيكستان وخفضت الحد الأدنى لسن الأهلية للمرشحين الرئاسيين من 35 إلى 30 عاما مما مكن الابن الأكبر لرحمن رستم إمام علي من الترشح للرئاسة. في أي وقت بعد عام 2017. في يناير 2017 تم تعيين رستم إمام علي عمدة لدوشانبي وهو منصب رئيسي يرى بعض المحللين أنه الخطوة التالية إلى قمة الحكومة.
طاجيكستان في عهد رحمن هي نظام أبوي جديد يتميز بدرجة عالية من الزبائنية والفساد وسوء الإدارة. وفي برقية دبلوماسية تم تسريبها في عام 2010 أفاد سفير الولايات المتحدة في طاجيكستان أن رحمن وعائلته يسيطرون على الشركات الكبرى في البلاد بما في ذلك أكبر بنك. وفي نوفمبر 2018 أطلق رحمن محطة كهرومائية لحل مشاكل الطاقة.

### دوره في الحرب على الإرهاب
في يوليو 2021 فر أكثر من 1000 جندي ومدني أفغاني إلى طاجيكستان بعد أن سيطر متمردو طالبان على أجزاء كثيرة من أفغانستان. ردا على ذلك أمر رحمن بإرسال 20 ألف جندي احتياطي من القوات البرية للبلاد إلى الحدود الأفغانية الطاجيكية.

### عبادة الشخصية والقوى
في ديسمبر 2015 أعطى قانون أقره برلمان طاجيكستان رحمن لقب "مؤسس السلام والوحدة الوطنية، زعيم الأمة". يتم استخدام نسخة أقصر من لقب "زعيم الأمة" بشكل متكرر. بالإضافة إلى منح رحمن حصانة مدى الحياة من الملاحقة القضائية منحه القانون أيضا عددا من الامتيازات الأخرى مدى الحياة بما في ذلك حق النقض على جميع قرارات الدولة الرئيسية وحرية مخاطبة الأمة والبرلمان في جميع المسائل التي يراها مهمة وامتياز حضور كافة اجتماعات الحكومة وجلسات البرلمان.

### الدين والقناعات
رحمن هو مسلم سني وقد شدد في كثير من الأحيان على خلفيته الإسلامية على الرغم من أن إدارته منخرطة في حملة لا هوادة فيها ضد المظاهر العامة للتفاني الإسلامي. ويشمل قمعه للتعبير الإسلامي حظر اللحى وارتياد المساجد للنساء والأطفال دون سن 18 عاما والحج للأشخاص الذين تقل أعمارهم عن 40 عاما والدراسة في المدارس الإسلامية خارج طاجيكستان وإنتاج أو استيراد أو تصدير الكتب الإسلامية دون إذن (تم تنفيذه في عام 2017) واستخدام مكبرات الصوت لبث الأذان والحجاب والمدارس والأحزاب السياسية الإسلامية والأسماء العربية (تم تنفيذه في عام 2016). علاوة على ذلك تخضع المساجد لقواعد تنظيمية صارمة وقد يؤدي تقديم تعاليم إسلامية غير رسمية إلى السجن لمدة تصل إلى 12 عاما ويتطلب الأمر عملية شاقة للحصول على تصريح لإنشاء منظمة إسلامية أو نشر كتاب إسلامي أو الذهاب للحج إلى مكة. وفي يناير 2016 أدى رحمن العمرة مع عدد من أبنائه وكبار أعضاء حكومته. كانت تلك رحلة حج رحمن الرابعة إلى مكة.
كان رده على منتقدي معايير الانتخابات في الانتخابات الرئاسية الطاجيكية لعام 2006 هو:
خلال جلسة منظمة التعاون الإسلامي عام 2010 في دوشانبي تحدث رحمن ضد ما أسماه إساءة استخدام الإسلام لتحقيق أهداف سياسية مدعيا أن "الإرهاب والإرهابيين ليس لديهم أمة ولا بلد ولا دين ... باستخدام اسم الإرهاب الإسلامي. إنما يشوه سمعة الإسلام ويهين دين الإسلام النقي غير الضار".
العضوية في حزب التحرير وهو حزب إسلامي متشدد يهدف إلى الإطاحة بالحكومات العلمانية وتوحيد الطاجيك تحت دولة إسلامية واحدة غير قانونية ويتعرض أعضاؤه للاعتقال والسجن.
حزب النهضة الإسلامية في طاجيكستان هو حزب سياسي إسلامي محظور وتم تصنيفه على أنه منظمة إرهابية منذ عام 2015.
في عام 2017 أصدرت حكومة طاجيكستان قانونا يلزم الناس "بالالتزام بالملابس والثقافة الوطنية التقليدية" والذي ينظر إليه على نطاق واسع على أنه محاولة لمنع النساء من ارتداء الملابس الإسلامية ولا سيما نمط الحجاب الملتف تحت الذقن في البلاد على عكس غطاء الرأس الطاجيكي التقليدي المربوط خلف الرأس.

## الحياة الشخصية

### العائلة
رحمن متزوج من عزيزما أسد اللهيفا وله تسعة أطفال. اثنان من أبنائه رستم إمام علي وآزادا رحمن من كبار المسؤولين في إدارته بينما تم تعيين زارينا رحمن نائبة لرئيس أورينبانك في يناير 2017. ويعتقد على نطاق واسع أن رستم هو خليفة والده.
في صيف عام 2021 اجتاح فيروس كورونا البلاد وتفيد التقارير أن أخت إمام علي رحمن توفيت في المستشفى بسبب فيروس كورونا في 20 يوليو. بحسب وسائل إعلام محلية اعتدى ابناها جسديا على وزير الصحة الوطني وأحد كبار الأطباء.
كشفت سجلات عقارية مسربة أن إيراججون غولوف، حفيد رئيس طاجيكستان إمام علي رحمن، اشترى شقة فاخرة مكونة من ثلاث غرف نوم على شاطئ نخلة جميرا في دبي عندما كان عمره 9 سنوات فقط. وتبلغ قيمة العقار حالياً أكثر من 1.3 مليون دولار، ويحقق دخلاً سنوياً يبلغ حوالي 55,000 دولار.

### تغيير الأسماء
في مارس 2007 غير رحمنوف لقبه إلى رحمن متخلصا من النهاية الروسية "-ov". كما قام بإزالة الاسم العائلي شاريبوفيتش من اسمه تماما. وأوضح رحمن أنه فعل ذلك احتراما لتراثه الثقافي. بعد هذه الخطوة قام العشرات من المسؤولين الحكوميين وأعضاء البرلمان وموظفي الخدمة المدنية في جميع أنحاء البلاد بإزالة الألقاب ذات النمط الروسي ونهايات "-ov" من ألقابهم. في أبريل 2016 حظرت طاجيكستان رسميا إعطاء ألقاب على الطراز الروسي للأطفال حديثي الولادة.

## الأوسمة والجوائز
- الدكتوراه الفخرية في القيادة من جامعة ليمكوك وينج للتقنية الإبداعية[12]
- بطل طاجيكستان
- قلادة مبارك الكبير
- وسام الأمير ياروسلاف الحكيم (2008)
- وسام النجوم الثلاثة (2009)
- وسام الاستحقاق (2011)
- ميدالية حيدر علييف (2012)
- وسام رئيس تركمانستان (2012)
- وسام جمهورية صربيا (2013)[13]
- وسام ألكسندر نيفسكي (2017)[14]
- نيشان باراسات (2018)[15]
- وسام الشرف لرؤساء دول آسيا الوسطى (2021)[16]
- وسام "من أجل الاستحقاق للوطن" (2022)[17]
- الدكتوراه الفخرية في الآداب من جامعة القاهرة[18]
- نيشان العقاب الذهبية (2023)[19]

## وصلات خارجية
- إمام علي رحمن على موقع IMDb (الإنجليزية)
- إمام علي رحمن على موقع الموسوعة البريطانية (الإنجليزية)
- إمام علي رحمن على موقع مونزينجر (الألمانية)
- إمام علي رحمن على موقع أوليمبيديا (الإنجليزية)
- Rulers.org قائمة الزعماء
- WorldPresidentsDB.com قاعدة بيانات رؤساء الدول